# Cara-Beth Burnside
Cara-Beth Burnside, auch „CB“ genannt, (* 23. Juli 1971 in Orange, Kalifornien) ist Pionier auf dem Gebiet der Profiskate- und Snowboarderinnen. Sie ist eine der besten Sportlerinnen in diesen Sportarten. Sie war die erste Präsidentin der Action Sports Alliance.

## Skateboarding
Cara-Beth Burnside begann im Alter von zehn Jahren zusammen mit ihrem älteren Bruder mit dem Skateboarden und verfeinerte ihr Können im Big O Skatepark. Von Anfang der 1980er bis Mitte der 2000er Jahre etablierte sie sich als beste Vert-Skaterin der Welt – ein Titel, den sie über drei Jahrzehnte lang hielt. Burnside war die erste Frau, die im August 1989 das Cover des Thrasher-Magazins zierte. Sie war auch die erste Frau, die 1997 einen Profi-Skateboard-Schuh, die „CB Line“, von Vans erhielt. Burnside nahm ein Fußballstipendium an der UC Davis an und kehrte später in die Welt des Skateboardens zurück, wo sie alle wichtigen Titel weltweit gewann, darunter die X-Games, die Vans Triple Crown, den Soul Bowl, die Dew Tour und den All Girl Skate Jam. 2004 erhielt sie den Titel Vert Skater of the Year vom World Cup Skating-Komitee.

### Erfolge
Als Skateboarderin errang Burnside mehr als 16 Titel in namhaften Wettbewerben. Allein bei den X-Games erzielte sie fünf Medaillen.

#### 2003
- X-Games, Women’s Vert, Los Angeles (USA), 1. Platz

#### 2004
- X-Games, Women’s Vert, Los Angeles (USA), 2. Platz

#### 2005
- X-Games, Women’s Vert, Los Angeles (USA), 1. Platz

#### 2006
- X-Games, Women’s Vert, Los Angeles (USA), 1. Platz

#### 2007
- X-Games, Women’s Vert, Los Angeles (USA), 3. Platz

## Snowboarding
Als Snowboarderin war sie im ersten U.S. Snowboard Team bei den Olympischen Spielen 1998 in Nagano, Japan vertreten und landete auf Platz 4.
Sie hat bei den Winter X Games 1998 in der Halfpipe Gold gewonnen. Damit ist sie neben Shaun White die einzige Person auf der Welt, die sowohl bei den Sommer- als auch bei den Winter-X-Games Goldmedaillen gewonnen hat. CB hat sich immer für positive Veränderungen eingesetzt und war auch hinter den Kulissen eine Fürsprecherin für ihre Sportarten. 2005 gründete sie die Action Sports Alliance, die maßgeblich dazu beitrug, dass ESPN 2009 die Gleichstellung von Männern und Frauen bei den X-Games durchsetzte. CB half auch bei der Gründung der beliebten weiblichen Skateboard-Marke Hoopla, die eines der besten Frauenteams der Welt hat.

### Erfolge

#### 1997
- Winter X-Games, Women’s Snowboard Slopestyle, Big Bear Lake (USA), 2. Platz

#### 1998
- Winter X-Games, Women’s Snowboard Halfpipe, Crested Butte (USA), 1. Platz

- Olympische Winterspiele, Women’s Halfpipe, Nagano (Japan), 4. Platz[7]

#### 1999
- Winter X-Games, Women’s Snowboard Halfpipe, Crested Butte (USA), 3. Platz